# Micriet
Micriet is een bestanddeel van kalksteen, bestaande uit zeer fijne kalkhoudende deeltjes gesteente. De grootte van micriet varieert in diameter van 1 tot 4 µm. Het bestanddeel wordt gevormd door de omkristallisatie van kalkmodder.
Micritisatie kan de oorspronkelijke interne structuur van de fossielen of fossielfragmenten uitwissen. De oorspronkelijke matrix van het gesteente bestaat uit micriet, maar zal door neomorfose veranderen in zogenaamde microspaten, kleine bladvormige kristallen.
De term werd bedacht in 1959 door Robert Folk voor zijn carbonaatrots-classificatiesysteem.